# Pseudoyersinia lagrecai
Pseudoyersinia lagrecai ist eine wenig erforschte Art der Fangschrecken und lebt endemisch auf Sizilien.

## Merkmale
Die Körperlänge der Männchen beträgt 24–25 mm, die der Weibchen 26–29 mm. Die Art sieht Pseudoyersinia brevipennis extrem ähnlich, aber ihre Augen sind weniger konisch und die Seitenränder der Supraanalplatte sind gerundet und nicht gerade. Zudem unterscheiden sich die männlichen Genitalien.

## Verbreitung
Die Art lebt endemisch auf Sizilien, wo sie vor allem aus dem Nordwesten bis Zentrum der Insel bekannt ist. Der Holotypus stammt aus Catania, also von der Ostküste.
Die Art wird in der Roten Liste gefährdeter Arten der IUCN als potentiell gefährdet (near threatened) gelistet. Zu den Bedrohungen zählen der Verlust an Lebensraum durch Landwirtschaft und dort eingesetzte Pestizide.

## Name
Das Artepitheton ehrt den 2001 verstorbenen italienischen Entomologen Marcello La Greca.